# Macrolabis dulcamarae
Macrolabis dulcamarae är en tvåvingeart som först beskrevs av Ewald Rübsaamen 1892.  Macrolabis dulcamarae ingår i släktet Macrolabis och familjen gallmyggor.
Artens utbredningsområde är Tyskland. Inga underarter finns listade i Catalogue of Life.